# Arthur Adams (espía)
Arthur Aleksandrovich Adams (Eskilstuna, 25 de octubre de 1885-Moscú, 14 de enero de 1969) fue un espía soviético, Héroe de la Federación de Rusia, que pasó a la Unión Soviética información crítica acerca del Proyecto Manhattan desarrollado por los Estados Unidos.

## Primeros años
Adams nació en la ciudad de Eskilstuna, Suecia en 1885 de padre sueco y madre judía rusa. Tras la muerte de su esposo, la madre de Adams regresó con sus hijos a Rusia, donde murió en 1895. Adams ingresó a una escuela de militar de la armada en 1896. En 1903 se graduó de una escuela de tecnología minera en Kronshtadt. Su esposa, Dorothy, fue una tía del editor estadounidense Robert Gottlieb.

## Actividades políticas y exilio
Mientras estaba en el colegio, Adams se unió al partido bolchevique y participó activamente en la revolución de 1905 en el sur de Rusia. La policía zarista lo arrestó y lo mandó al exilio en 1905, Adams escapó de su lugar de exilio y emigró a los Estados Unidos en 1913. Sus biógrafos rusos señalan que sirvió en el Ejército de los Estados Unidos durante la Primera Guerra Mundial y eventualmente consiguió el grado de Mayor. 
En 1919 Adams fue incluido en la misión Martens (una misión comercial de facto Soviética en los Estados Unidos).
Una aguda falta de personal calificado (una situación parcialmente creada por los mismos bolcheviques) hizo que Adams, con sus fuertes conocimientos de ingeniería se convirtiera pronto en un importante burócrata.
En 1925 Adams se convirtió en jefe de la Junta Principal de la Industria Aeronáutica de la Unión Soviética, y trabajó en esa posición por 10 años. Adams fue responsable del suministro de equipamiento importado y materiales para la industria aeronáutica y por ello viajaba frecuentemente al exterior. Fue entonces cuando llamó la atención de los expertos de la agencia de vigilancia del Ejército Rojo (futuro GRU).
Adams, un ingeniero entrenado, estableció relaciones personales con otros científicos durante sus frecuentes viajes al exterior. Frecuentemente visitaba empresas en Europa y Estados Unidos. Adams recolectó información técnica e industrial que compartía con los militares soviéticos. A medida que Adamas completaba exitosamente las tareas que le encomendaba la agencia de vigilancia, se decidió aceptarlo dentro del staff como un trabajador de inteligencia. En 1935, a la edad de 50, Adams fue enlistado para servir en la jefatura del servicio de inteligencia del Ejército Rojo.
Adams fue enviado a los Estados Unidos para realizar trabajo ilegal. Rápidamente logró una posición legal y estableció su propia empresa y su propia red de agentes con más de 20 expertos de las empresas industriales militares estadounidenses.
En 1938 Adams fue llamado a Moscú, siendo falsamente denunciado. Afortunadamente, el caso falsificado en su contra fue cerrado y en 1939 regresó a los Estados Unidos creando su red de inteligencia nuevamente. 

## Espionaje atómico
Arthur Adams fue uno de los primeros espías soviéticos en recibir información acerca del Proyecto Manhattan estadounidense. Fuentes rusas contemporáneas señalan que Adams (nombre de código: Achilles) estaba en contacto con un agente (nombre de código : Eskulap) que estaba asociado con Chicago Met Lab. En junio de 1944, se reporta que Eskulap entregó a Adams 2500 páginas de documentos relacionados al desarrollo de la bomba atómica. En julio y agosto, proveyó otras 1500 páginas y especímenes de uranio, plutonio y berilio para armas, Eskulap no apareció en la reunión de septiembre y Adams supo que estaba muy enfermo. La existencia de los nombres de código Eskulap y Achilles está probado por su aparición en un único documento del proyecto Venona fechado en agosto de 1943. Sin embargo, la única información que puede ser recogida de este mensaje es que la esposa de Eskulap trabajó para la «Universidad de Chicago». La identidad y ocupación de Eskulap, así como su asociación con Adams, si hubo, se mantiene desconocida, aunque el uso del nombre de código «Eskulap» («Asclepius»), sugiere que podía haber sido un doctor en medicina. 
Se sabe que, en 1943, la inteligencia militar estadounidense recibió información de fuentes confidenciales que conectaban a Adams con científicos trabajando en el Met Lab. En la primavera de 1944 ellos observaron encuentros clandestinos entre Adams y el científico del Met Lab Clarence Hiskey. El FBI y la seguridad militar realizaron una búsqueda ilegal en el apartamento de Nueva York de Adam y encontraron equipos fotográficos sofisticados, material para fabricar microfilmes y notas de los experimentos que se realizaban en el laboratorio de la bomba atómica en Oak Ridge, Tennessee. Ellos también lo observaron subirse a un automóvil manejado por Pavel Mikhailov (nombre de código: Molière) el jefe de la estación del GRU en Nueva York. Los militares estadounidenses decidieron neutralizar Hiskey enrolándolo al ejército en abril del 1944. Antes de reportarse, Hiskey presentó a Adams a otras dos posibles fuentes, John Hitchcock Chapin y Edward Manning, quienes luego negarían, ante comités del congreso, haber pasado información secreta a Adams. Los militares asignaron a Hiskey a un puesto alejado cerca al círculo polar ártico donde realizó un trabajo contando ropa interior de invierno. Mientras viajaba a ese punto, las bolsas de Hiskey fueron buscadas y se encontró siete páginas de notas sobre un trabajo secreto en Oak Ridge. Hay varios documentos del Proyecto Venona que se refieren a Hiskey, (nombre de código: Ramsey) pero están referidos con intentos soviéticos de restablecer contacto con él una vez que fue enrolado. Hiskey podría originalmente haber tenido el nombre de código Eskulap. Su esposa también tenía antecedentes comunistas.
Otra operación de Adams para penetrar al Proyecto Manhattan ocurrió en el invierto de 1944. Un oficial de contrainteligencia capturó a uno de los agentes de Adams, Irving Lerner, un empleado de la División de Películas de la Oficina de Información de Guerra de Estados Unidos, intentando fotografiar el ciclotrón en la Universidad de California, Berkeley Radiation Laboratory. El ciclotrón había sido usado en la creación de plutonio y Lerner estaba actuando sin autorización. Lerner renunció a su trabajo y se fue a trabajar para Keynote Records en Nueva York, una firma de jazz que también empleaba a Adams como un técnico.
Temprano en 1945 Adams eludió la vigilancia del FBI mientras sacó de paseo a su perro. El FBI siguió su rastro en Chicago donde había sido visto subiendo a un tren hacia la costa oeste acompañado de Eric Bernay, propietario de Keynote Records y un conocido agente del Comintern. El FBI evitó que Adams abordara una nave soviética que lo esperaba en Portland, Oregón, pero con órdenes de no arrestarlo para evitar un incidente diplomático. Adams regresó a Nueva York y escapó hacia la Unión Soviética en 1946.
Luego de retirarse del GRU en 1948, Adams trabajó por un largo tiempo como un observador político en la TASS. Murió en 1969 y está enterrado en el Cementerio Novodévichi en Moscú.
El 17 de junio de 1999 el presidente de la Federación Rusa Boris Yeltsin lo premió póstumamente y le otorgó el título de Héroe de la Federación de Rusia "por su valentía y heroísmo mostrado durante la ejecución de tareas especiales".

## Exposición pública
La información acerca de Adams empezó a salir a la luz cerca de un año luego de su desaparición.

En 1947, Isaac Don Levine mencionó a Adams en la revista anticomunista Plain Talk: 
La figura perdida del principal agente de Stalin en el espionaje atómico, usualmente descrito como "actuando bajo el nombre de Arthur Adams," puede ser ahora identificado, créase o no, como un canadiense cuyo nombre real es Arthur Adams.

En 1952, Whittaker Chambers mencionó a Adams en una nota al pie de página de sus memorias (y Chambers había conocido a Levine por lo menos desde su desaparición en 1938, así como Levine había presentado a Chambers a otro espía soviético Walter Krivitsky): 
 Yo no sabía que entonces existió una acusación del agente soviético Arthur Adams. Este hecho, me dicen, no se había conocido. También estoy informado que fue la intervención del Departamento de Estado la que evitó que el Departamento de Justicia persiguiera ese caso.